# Dane Clark
Dane Clark (26 de febrero de 1912 - 11 de septiembre de 1998) fue un actor televisivo y cinematográfico estadounidense conocido por interpretar, como él mismo afirmaba, a 'Joe Average' («el ciudadano promedio»).

## Biografía
Su verdadero nombre era Bernard Zanville, y nació en el barrio de Brooklyn de la ciudad de Nueva York, siendo sus padres Samuel y Rose, dos inmigrantes judíos. Se graduó en la Universidad Cornell y siguió estudios de derecho en la Escuela de Derecho de la Universidad St. John's de Queens, Nueva York. Durante la Gran Depresión fue boxeador, jugador de béisbol, albañil y modelo. Su trabajo como modelo le hizo entrar en contacto con personas del mundo del espectáculo, llegando a trabajar como actor teatral.
Desde pequeños papeles en el circuito de Broadway fue progresando hasta conseguir personajes de entidad, sustituyendo finalmente a Wallace Ford en el papel de George en la producción de 1937 de De ratones y hombres. La gran oportunidad de Clark llegó en 1943, al firmar contrato con la compañía Warner Bros. Gracias a ello trabajó con algunas de las mayores estrellas de la época, a menudo en filmes bélicos como Action in the North Atlantic (1943), su primera película de importancia, con Humphrey Bogart, Destination Tokyo (1943, con Cary Grant), y Pride of the Marines (1945, con su amigo John Garfield). Según Clark, fue Bogart el que le dio su nombre artístico.
Para la radio, Clark encarnó a Peter Chambers en el show Crime and Peter Chambers, un programa de media hora de duración emitido entre el 6 de abril y el 7 de septiembre de 1954. En la temporada 1954-1955 Clark, en el papel de Richard Adams, coprotagonizó junto a Gary Merrill, éste encarnando a Jason Tyler, el drama criminal televisivo de la NBC Justice.
En 1959 retomó el papel de Humphrey Bogart como Slate en Bold Venture, una serie televisiva de corta trayectoria, y  fue artista invitado en numerosos shows televisivos, incluyendo entre ellos Appointment with Adventure y  The Twilight Zone, este último en el episodio 'The Prime Mover'. Además dio vida al Teniente Tragg en la serie The New Adventures of Perry Mason en 1973. Dane Clark falleció en Santa Mónica (California), en 1998.

## Filmografía
- Action in the North Atlantic (1943)
- Destination Tokyo (Destino Tokio) (1943)
- The Very Thought of You (1944)
- Hollywood Canteen (Tres días de amor y fe) (1944)
- I Won't Play (1945) (corto)
- God Is My Co-Pilot (1945)
- Pride of the Marines (1945)
- Her Kind of Man (1946)
- A Stolen Life (Una vida robada, (1946)
- That Way with Women (1947)
- Deep Valley (1947)
- Moonrise (1948)
- Embraceable You  (1948)
- Without Honor (1949)
- Backfire (1950)
- Gunman in the Streets (1950)
- Highly Dangerous (Armas secretas) (1950)
- Never Trust a Gambler (1951)
- Fort Defiance  (1951)
- Go, Man, Go! (1954)
- Murder by Proxy (1954)
- Massacre (1956)
- Murder on Flight 502 (1975) (TV)
- The Woman Inside (1981)
- Blood Song (1982)
- Last Rites (Vínculo de sangre) (1988)